# Acyrusa tasmanica
Acyrusa tasmanica är en skalbaggsart som beskrevs av Charles Joseph Gahan 1893. Acyrusa tasmanica ingår i släktet Acyrusa och familjen långhorningar. Inga underarter finns listade i Catalogue of Life.